# Баджо, Роберто
Робе́рто Ба́джо (итал. Roberto Baggio; род. 18 февраля 1967[…], Кальдоньо, Венеция) — итальянский футболист. Играл на позициях оттянутого нападающего и атакующего полузащитника. Спортивную карьеру (1982—2004) провёл в Италии, где играл за клубы «Виченца», «Фиорентина», «Ювентус», «Милан», «Болонья», «Интер» и «Брешиа». Выступал за сборную Италии на чемпионатах мира 1990, 1994 и 1998 года.
Лучший игрок мира и Европы 1993 года, победитель Кубка УЕФА 1992/93, серебряный призёр чемпионата мира 1994 года, бронзовый призёр чемпионата мира 1990 года, чемпион Италии сезонов 1994/95 и 1995/96, победитель Кубка Италии 1994/95. Единственный итальянский футболист, забивавший мячи на трех чемпионатах мира.
По результатам интернет-опроса, проведенного ФИФА в 2000 году, занял 4-е место в списке лучших игроков XX столетия (после Марадоны, Пеле и Эйсебио). В 2004 году вошёл в список «ФИФА 100». Включён в список величайших футболистов XX века по версии журнала World Soccer.
После окончания карьеры футболиста занялся благотворительностью. С 2002 года — Посол доброй воли ФАО.
Лауреат награды «World Peace Award» 2010.

## Клубная карьера
Роберто Баджо родился 18 февраля 1967 года в Кальдоньо, близ Виченцы, одним из семи детей в семье Фиориндо и Матильды Баджио.
Футбольную карьеру начал в клубе «Виченца» в 1981 году, куда попал благодаря заметившему его скауту Антонио Моро. В Серии С1 в 1981 году. С сезона 1982/1983 Баджо начал выступать за основной состав «Виченцы».
В 1985 году его приобрела «Фиорентина», и за время, проведённое во Флоренции, Роберто Баджо обрёл большую популярность среди местных болельщиков, почитавших его как одного из величайших футболистов в истории клуба. В 1990 году он был продан в «Ювентус» за 25 миллиардов итальянских лир, рекордную по тем временам трансферную сумму. В ответ на недовольство болельщиков «Фиорентины» Баджо заявил: «Я был вынужден принять приглашение».
В 1993 году он выиграл свой первый европейский клубный трофей — вместе с «Ювентусом» был завоёван Кубок УЕФА. Его выступление принесло ему титулы Лучшего игрока мира и Футболиста года в Европе.
Баджо выиграл своё первое скудетто с «Ювентусом» в сезоне 1994/95. После конфликта с тренером «бьянконери» Марчело Липпи игрок был продан в «Милан». В первом же сезоне Баджо помог своему новому клубу выиграть Серию А, став первым футболистом, выигрывавшим «скудетто» два года подряд с разными командами.
В 1997 году Баджо перешёл в «Болонью», желая доказать всем, что его рано списали со счетов, и, забив 22 мяча за сезон, был включён в стартовый состав итальянской сборной на чемпионате мира 1998 вместо Джанфранко Дзолы.
После чемпионата мира в 1998 году Роберто Баджо подписал контракт с миланским «Интером». Первый сезон Баджо, постоянно имея место в составе, провел достаточно ровно. Год спустя клуб возглавил Марчело Липпи, с которым футболист не ладил со времён Ювентуса. Это привело к тому, что Баджо потерял место в основе клуба, а после и в национальной сборной. В автобиографии Баджо впоследствии написал, что Липпи умело «подавлял» его только за то, что он отказался указать тренеру на то, какие из футболистов «Интера» негативно о нём отзывались. Завершающим вкладом в историю побед клуба стали два гола, забитые Баджо в ворота «Пармы» в матче на розыгрыш последней путевки в Лигу Чемпионов. Всего же за время выступления в «Интере» Роберто Баджо сыграл 58 матчей, в которых 15 раз поражал ворота соперника.
После двух лет в «Интере» игрок перешёл в гораздо менее титулованный клуб «Брешиа». Несмотря на серьёзную травму, он сумел восстановиться к концу сезона. Однако тренер сборной Джованни Трапаттони не включил его в заявку на чемпионат мира 2002. Болельщики и специалисты критиковали его за это решение: Италия вылетела, не дойдя даже до четвертьфинала, вопреки всем грандиозным планам.
Баджо продолжил выступление в «Брешиа» вплоть до 2004 года, когда объявил о завершении карьеры. Свою последнюю игру он сыграл 16 мая на «Сан-Сиро» против «Милана». На 88-й минуте наставник «Брешиа» Джанни де Бьязи заменил Баджо, позволив ему получить заслуженные аплодисменты трибун, которые были заполнены до отказа. За свою карьеру Роберто Баджо забил 205 мячей в Серии А, что делает его седьмым по счёту бомбардиром в истории турнира. Впереди него — Сильвио Пиола, Гуннар Нордаль, Джузеппе Меацца, Жозе Альтафини, Франческо Тотти и Антонио Ди Натале.
Свой трехсотый гол легендарный игрок забил 16 декабря 2002 года в домашнем матче «Брешиа» против «Пьяченцы» (3:1). Он стал первым игроком за более чем 50 лет, достигшим этой отметки, — впереди только Пиола (364) и Меацца (338).
Футболка Баджо с номером 10 была навсегда изъята из обращения в ФК «Брешиа».

## Карьера в сборной
Свой первый матч сыграл 16 ноября 1988 года со сборной Нидерландов в Риме. Последняя игра — 28 апреля 2004 года со сборной Испании в Генуе.
Чезаре Мальдини, главный тренер национальной команды, на чемпионате мира 1998 заявлял, что появление на поле в одном составе двух ярких игроков атакующего плана, — Роберто Баджо и Алессандро Дель Пьеро, — исключено: «Появление их обоих на поле не соответствует моим тактическим схемам». По словам самого Баджо, Мальдини делал ставку на Дель Пьеро: «Позиция Мальдини предельно ясна: Дель Пьеро — первый. Поэтому если я буду играть, буду счастлив. Если сяду на скамейку запасных, буду просто доволен». В двух первых матчах группового этапа чемпионата мира 1998, со сборными Чили и Камеруна, в стартовом составе выходил Роберто Баджо (это было обусловлено тем, что Дель Пьеро, едва оправившийся от травмы, был не в форме). Пенальти, реализованный Баджо за пять минут до окончания матча с чилийцами, позволил итальянцам избежать поражения. Дель Пьеро заменил Роберто Баджо в матче против Камеруна на 65 минуте при счёте 1:0; несмотря на то, что за оставшиеся 25 минут итальянцы поразили ворота соперника ещё дважды, Дель Пьеро себя никак особенно не проявил. Однако, Чезаре Мальдини на третий, заключительный матч группового этапа против Австрии в стартовом составе выпустил Дель Пьеро, оставив Баджо на скамейке запасных. Молодой форвард отметился голевой передачей и на 72 минуте уступил своё место Баджо, который за минуту до конца основного времени забил гол, оказавшийся победным. В 1/8 финала против Норвегии Баджо вновь остался на скамейке запасных, не выйдя даже на замену. Итальянцы одержали победу 1:0, продемонстрировав весьма неубедительную игру. Однако, в матче четвертьфинала против Франции Мальдини опять выпустил в стартовом составе Дель Пьеро вместо Баджо. Дель Пьеро в очередной раз не справился с ролью лидера атак сборной и на 67 минуте уступил своё место Баджо. Эта замена сделала игру Италии гораздо более впечатляющей, и Баджо имел отличную возможность, чтобы поразить ворота Фабьена Бартеза, однако промахнулся. Не сумев забить, «Скуадра адзурра» проиграла в серии послематчевых пенальти (сам Роберто Баджо свой одиннадцатиметровый удар реализовал) и покинула турнир. Позже Чезаре Мальдини принёс Баджо свои извинения за то, что не позволил ему выйти в стартовом составе, чего он заслуживал (на ЧМ-1998 Баджо и Дель Пьеро не сыграли вместе ни одной минуты, и пока все итальянцы спорили кто лучше — Баджо, Дель Пьеро или в составе надо быть обоим — центрфорвард Кристиан Вьери успел забить пять мячей)
Роберто Баджо, забив в сумме 27 голов за 56 матчей в национальной сборной, стал пятым по результативности футболистом за всю её историю. Он единственный итальянский футболист, отметившийся голами сразу в трёх чемпионатах мира. Всего их девять, что делает Баджо лучшим бомбардиром Италии в финалах чемпионатов мира наряду с Кристианом Вьери и Паоло Росси.
За сборную Италии в финальных турнирах чемпионатов мира Роберто Баджо провел 16 матчей. Единственной сборной, против которой он выходил больше чем один раз, была сборная Ирландии.

## После завершения карьеры
Свой прощальный матч Баджо сыграл 28 апреля 2004 против Испании.
Он является автором автобиографии Una porta nel cielo («Мяч в небе», или «Ворота»). В ней рассказывается о многих конфликтах с тренерами.
Баджо известен как Il Divin Codino (с итал. — «Божественный хвостик») за особенный стиль своей причёски, связанный прежде всего с вероисповеданием футболиста.
В свой 40-й день рождения (18 февраля 2007) открыл новый веб-сайт для общения с болельщиками.
Летом 2010 года, вслед за поражением сборной Италии на очередном чемпионате мира, был назначен техническим директором Федерации футбола Италии, ответственным за работу с молодежью и поиск новых талантов.
18 июля 2011 года Баджо получил лицензию профессионального тренера 2-й категории, которая даёт право работать главным тренером клубов Лиги Про (бывш. Серия С) и ниже, быть вторым тренером клубов Серий А и В либо возглавлять молодёжные составы клубов, принимающих участие в чемпионате Италии среди молодёжных команд (Campionato Nazionale Primavera). Вместе с Роберто обладателями аналогичной лицензии стали Эмильяно Биджика, Уильям Виали, Серджо Вольпи, Леонардо Колуччи, Франческо Коцца, Фабио Моро, Паоло Негро, Луис Оливейра, Луиджи Пьянджерелли, Серджо Поррини, Себастьяно Сивилья, Андреа Соттил, Андреа Тароцци, Иван Юрич и другие бывшие игроки.
5 июля 2012 года, по окончании девятимесячных курсов в центре подготовки специалистов в Коверчано, Баджо успешно сдал экзамены и получил тренерскую лицензию UEFA Pro, дающую право тренировать команды на высшем уровне.

## Достижения и награды

### Командные
«Ювентус»
- Чемпион Италии: 1994/95
- Обладатель Кубка Италии: 1995
- Обладатель Кубка УЕФА: 1993

«Милан»
- Чемпион Италии: 1995/96

«Болонья»
- Обладатель Кубка Интертото: 1998

Сборная Италии
- Бронзовый призёр чемпионата мира: 1990
- Серебряный призёр чемпионата мира: 1994

### Личные
- Обладатель «Золотого мяча» (France Football): 1993
- Лучший бомбардир Кубка обладателей кубков УЕФА: 1990/91
- Лучший футболист года в мире по версии «World Soccer»: 1993
- Игрок года ФИФА: 1993
- Лучший футболист Европы по версии «Onze Mondial»: 1993
- Обладатель «Серебряного мяча» чемпионата мира: 1994
- Рекордсмен сборной Италии по количеству голов на чемпионатах мира: 9 голов[13]
- Премия Джузеппе Приско (2004)[14]
- Трофей Браво: 1990
- Футболист года в Италии по версии Guerin Sportivo: 1985, 1996, 2001
- Премия Гаэтано Ширеа: 2001
- Обладатель награды Golden Foot: 2003
- Входит в символическую сборную чемпионата мира: 1994
- Включен в сборную мира ФИФА всех времен
- Входит в список ФИФА 100
- Включён в список величайших футболистов XX века по версии World Soccer
- 100 лучших игроков ЧМ всех времен по версии «Placar» (2005)[15]
- 50 лучших игроков мира по версии «Planète Foot»
- Введен в зал славы клуба «Милан»
- Введён в Зал славы итальянского футбола: 2011

### Государственные
- Кавалер ордена «За заслуги перед Итальянской Республикой»[16]
- World Peace Award 2010[17]

## Личная жизнь
Женат на Андреине Фабби. Трое детей: Валентина (родилась в 1990 году), Маттиа (родился в 1994 году), Леонардо (родился в 2005 году).
Вечером 20 июня 2024 года, группа из пяти вооруженных людей ворвалась в дом бывшего футболиста сборной Италии, когда он вместе с семьей смотрел матч чемпионата Европы по футболу. Баджо и его семью заперли в одной из комнат. Грабители забрали из дома часы, драгоценности и деньги. Когда Баджо понял, что нападавшие покинули дом, он выломал дверь и вызвал полицию.

## Статистика выступлений

### За клубы
| Выступление      | Выступление      | Выступление      | Чемпионат | Чемпионат | Кубки | Кубки | Еврокубки | Еврокубки | Прочие | Прочие | Итого | Итого |
| Клуб             | Лига             | Сезон            | Игры      | Голы      | Игры  | Голы  | Игры      | Голы      | Игры   | Голы   | Игры  | Голы  |
| ---------------- | ---------------- | ---------------- | --------- | --------- | ----- | ----- | --------- | --------- | ------ | ------ | ----- | ----- |
| Виченца          | Серия C          | 1982/83          | 1         | 0         | 1     | 0     | 0         | 0         | 0      | 0      | 2     | 0     |
| Виченца          | Серия C          | 1983/84          | 6         | 1         | 4     | 0     | 0         | 0         | 0      | 0      | 10    | 1     |
| Виченца          | Серия C          | 1984/85          | 29        | 12        | 5     | 2     | 0         | 0         | 0      | 0      | 34    | 14    |
| Виченца          | Итого            | Итого            | 36        | 13        | 10    | 2     | 0         | 0         | 0      | 0      | 46    | 15    |
| Фиорентина       | Серия A          | 1985/86          | 0         | 0         | 5     | 0     | 0         | 0         | 0      | 0      | 5     | 0     |
| Фиорентина       | Серия A          | 1986/87          | 5         | 1         | 4     | 2     | 1         | 0         | 0      | 0      | 10    | 3     |
| Фиорентина       | Серия A          | 1987/88          | 27        | 6         | 7     | 3     | 0         | 0         | 0      | 0      | 34    | 9     |
| Фиорентина       | Серия A          | 1988/89          | 30        | 15        | 10    | 9     | 0         | 0         | 1      | 0      | 41    | 24    |
| Фиорентина       | Серия A          | 1989/90          | 32        | 17        | 2     | 1     | 12        | 1         | 0      | 0      | 46    | 19    |
| Фиорентина       | Итого            | Итого            | 94        | 39        | 28    | 15    | 13        | 1         | 1      | 0      | 136   | 55    |
| Ювентус          | Серия A          | 1990/91          | 33        | 14        | 6     | 4     | 8         | 9         | 0      | 0      | 47    | 27    |
| Ювентус          | Серия A          | 1991/92          | 32        | 18        | 8     | 4     | 0         | 0         | 0      | 0      | 40    | 22    |
| Ювентус          | Серия A          | 1992/93          | 27        | 21        | 7     | 3     | 9         | 6         | 0      | 0      | 43    | 30    |
| Ювентус          | Серия A          | 1993/94          | 32        | 17        | 2     | 2     | 7         | 3         | 0      | 0      | 41    | 22    |
| Ювентус          | Серия A          | 1994/95          | 17        | 8         | 4     | 2     | 8         | 4         | 0      | 0      | 29    | 14    |
| Ювентус          | Итого            | Итого            | 141       | 78        | 27    | 15    | 32        | 22        | 0      | 0      | 200   | 115   |
| Милан            | Серия A          | 1995/96          | 28        | 7         | 1     | 0     | 5         | 3         | 0      | 0      | 34    | 10    |
| Милан            | Серия A          | 1996/97          | 23        | 5         | 5     | 3     | 5         | 1         | 0      | 0      | 33    | 9     |
| Милан            | Итого            | Итого            | 51        | 12        | 6     | 3     | 10        | 4         | 0      | 0      | 67    | 19    |
| Болонья          | Серия A          | 1997/98          | 30        | 22        | 3     | 1     | 0         | 0         | 0      | 0      | 33    | 23    |
| Болонья          | Итого            | Итого            | 30        | 22        | 3     | 1     | 0         | 0         | 0      | 0      | 33    | 23    |
| Интернационале   | Серия A          | 1998/99          | 23        | 5         | 4     | 0     | 6         | 4         | 2      | 1      | 35    | 10    |
| Интернационале   | Серия A          | 1999/00          | 18        | 4         | 5     | 1     | 0         | 0         | 1      | 2      | 24    | 7     |
| Интернационале   | Итого            | Итого            | 41        | 9         | 9     | 1     | 6         | 4         | 3      | 3      | 59    | 17    |
| Брешиа           | Серия A          | 2000/01          | 25        | 10        | 3     | 0     | 0         | 0         | 0      | 0      | 28    | 10    |
| Брешиа           | Серия A          | 2001/02          | 12        | 11        | 1     | 0     | 2         | 1         | 0      | 0      | 15    | 12    |
| Брешиа           | Серия A          | 2002/03          | 32        | 12        | 0     | 0     | 0         | 0         | 0      | 0      | 32    | 12    |
| Брешиа           | Серия A          | 2003/04          | 26        | 12        | 0     | 0     | 0         | 0         | 0      | 0      | 26    | 12    |
| Брешиа           | Итого            | Итого            | 95        | 45        | 4     | 0     | 2         | 1         | 0      | 0      | 101   | 46    |
| Всего за карьеру | Всего за карьеру | Всего за карьеру | 488       | 218       | 87    | 37    | 63        | 32        | 4      | 3      | 642   | 290   |

### За сборную
| Дата       | Город        | Хозяева    | Счет | Гости           | Голы | Турнир            |
| ---------- | ------------ | ---------- | ---- | --------------- | ---- | ----------------- |
| 16.11.1988 | Рим          | Италия     | 1:0  | Нидерланды      | -    | Товарищеский матч |
| 29.03.1989 | Сибиу        | Румыния    | 1:0  | Италия          | -    | Товарищеский матч |
| 22.04.1989 | Верона       | Италия     | 1:1  | Уругвай         | 1    | Товарищеский матч |
| 20.09.1989 | Чезена       | Италия     | 4:0  | Болгария        | 2    | Товарищеский матч |
| 14.10.1989 | Болонья      | Италия     | 0:1  | Бразилия        | -    | Товарищеский матч |
| 11.11.1989 | Виченца      | Италия     | 1:0  | Алжир           | -    | Товарищеский матч |
| 15.11.1989 | Лондон       | Англия     | 0:0  | Италия          | -    | Товарищеский матч |
| 21.02.1990 | Роттердам    | Нидерланды | 0:0  | Италия          | -    | Товарищеский матч |
| 19.06.1990 | Рим          | Италия     | 2:0  | Чехословакия    | 1    | ЧМ-1990           |
| 25.06.1990 | Рим          | Италия     | 2:0  | Уругвай         | -    | ЧМ-1990           |
| 30.06.1990 | Рим          | Италия     | 1:0  | Ирландия        | -    | ЧМ-1990           |
| 03.07.1990 | Неаполь      | Аргентина  | 1:1  | Италия          | -    | ЧМ-1990           |
| 07.07.1990 | Бари         | Италия     | 2:1  | Англия          | 1    | ЧМ-1990           |
| 26.09.1990 | Палермо      | Италия     | 1:0  | Нидерланды      | 1    | Товарищеский матч |
| 17.10.1990 | Будапешт     | Венгрия    | 1:1  | Италия          | 1    | Отбор ЧЕ-1992     |
| 03.11.1990 | Рим          | Италия     | 0:0  | СССР            | -    | Отбор ЧЕ-1992     |
| 25.09.1991 | София        | Болгария   | 2:1  | Италия          | -    | Товарищеский матч |
| 21.12.1991 | Фоджа        | Италия     | 2:0  | Республика Кипр | 1    | Отбор ЧЕ-1992     |
| 19.02.1992 | Чезена       | Италия     | 4:0  | Сан-Марино      | 2    | Товарищеский матч |
| 25.03.1992 | Турин        | Италия     | 1:0  | Германия        | 1    | Товарищеский матч |
| 31.05.1992 | Нью-Хейвен   | Италия     | 0:0  | Португалия      | -    | Товарищеский матч |
| 06.06.1992 | Чикаго       | США        | 1:1  | Италия          | 1    | Товарищеский матч |
| 09.09.1992 | Эйндховен    | Нидерланды | 2:3  | Италия          | 1    | Товарищеский матч |
| 14.10.1992 | Кальяри      | Италия     | 2:2  | Швейцария       | 1    | Отбор ЧМ-1994     |
| 18.11.1992 | Глазго       | Шотландия  | 0:0  | Италия          | -    | Отбор ЧМ-1994     |
| 20.01.1993 | Флоренция    | Италия     | 2:0  | Мексика         | 1    | Товарищеский матч |
| 24.02.1993 | Порту        | Португалия | 1:3  | Италия          | 1    | Отбор ЧМ-1994     |
| 14.04.1993 | Триест       | Италия     | 2:0  | Эстония         | 1    | Отбор ЧМ-1994     |
| 01.05.1993 | Берн         | Швейцария  | 1:0  | Италия          | -    | Отбор ЧМ-1994     |
| 22.09.1993 | Таллин       | Эстония    | 0:3  | Италия          | 2    | Отбор ЧМ-1994     |
| 13.10.1993 | Рим          | Италия     | 3:1  | Шотландия       | -    | Отбор ЧМ-1994     |
| 17.11.1993 | Милан        | Италия     | 1:0  | Португалия      | -    | Отбор ЧМ-1994     |
| 16.02.1994 | Неаполь      | Италия     | 0:1  | Франция         | -    | Товарищеский матч |
| 27.05.1994 | Парма        | Италия     | 2:0  | Финляндия       | -    | Товарищеский матч |
| 03.06.1994 | Рим          | Италия     | 1:0  | Швейцария       | -    | Товарищеский матч |
| 11.06.1994 | Нью-Хейвен   | Италия     | 1:0  | Коста-Рика      | -    | Товарищеский матч |
| 18.06.1994 | Нью-Йорк     | Италия     | 0:1  | Ирландия        | -    | ЧМ-1994           |
| 23.06.1994 | Нью-Йорк     | Италия     | 1:0  | Норвегия        | -    | ЧМ-1994           |
| 28.06.1994 | Вашингтон    | Италия     | 1:1  | Мексика         | -    | ЧМ-1994           |
| 05.07.1994 | Бостон       | Нигерия    | 1:2  | Италия          | 2    | ЧМ-1994           |
| 09.07.1994 | Бостон       | Италия     | 2:1  | Испания         | 1    | ЧМ-1994           |
| 13.07.1994 | Нью-Йорк     | Италия     | 2:1  | Болгария        | 2    | ЧМ-1994           |
| 17.07.1994 | Лос-Анджелес | Бразилия   | 0:0  | Италия          | -    | ЧМ-1994           |
| 16.11.1994 | Палермо      | Италия     | 1:2  | Хорватия        | -    | Отбор ЧЕ-1996     |
| 06.09.1995 | Удине        | Италия     | 1:0  | Словения        | -    | Отбор ЧЕ-1996     |
| 30.04.1997 | Неаполь      | Италия     | 3:0  | Польша          | 1    | Отбор ЧМ-1998     |
| 10.09.1997 | Тбилиси      | Грузия     | 0:0  | Италия          | -    | Отбор ЧМ-1998     |
| 02.06.1998 | Гётеборг     | Швеция     | 1:0  | Италия          | -    | Товарищеский матч |
| 11.06.1998 | Бордо        | Италия     | 2:2  | Чили            | 1    | ЧМ-1998           |
| 17.06.1998 | Монпелье     | Италия     | 3:0  | Камерун         | -    | ЧМ-1998           |
| 23.06.1998 | Сен-Дени     | Италия     | 2:1  | Австрия         | 1    | ЧМ-1998           |
| 03.07.1998 | Сен-Дени     | Италия     | 0:0  | Франция         | -    | ЧМ-1998           |
| 05.09.1998 | Ливерпуль    | Уэльс      | 0:2  | Италия          | -    | Отбор ЧЕ-2000     |
| 10.02.1999 | Пиза         | Италия     | 0:0  | Норвегия        | -    | Товарищеский матч |
| 31.03.1999 | Анкона       | Италия     | 1:1  | Беларусь        | -    | Отбор ЧЕ-2000     |
| 28.04.2004 | Генуя        | Италия     | 1:1  | Испания         | -    | Товарищеский матч |

### Статистика голов
Всего за карьеру: 318
- За клубы: 291
  - В Серии А: 205
  - В еврокубках: 32
- За сборную: 27
  - На чемпионатах мира: 9

Из 91 пенальти реализовано 76 (лучший показатель в Италии)